# جائزة السعودية الكبرى
جائزة السعودية الكبرى هي سباق فورمولا 1 أقيم لأول مرة في 2021 في جدة. السباق هو رابع سباق ليلي كامل على تقويم الفورمولا 1، بعد سباقات سنغافورة، البحرين، وقطر.

## تاريخ
ظهر سباق الجائزة الكبرى للمملكة العربية السعودية لأول مرة في المسودة الأولى للتقويم المؤقت للفورمولا 1 لعام 2021، والذي تم عرضه للفرق في اجتماع لجنة الفورمولا 1، الذي عقد في أكتوبر 2020. شهدت مسودة التقويم ترحيل جميع السباقات الـ 22 من تقويم 2020 الأصلي، مع إضافة سباق المملكة العربية السعودية. في نوفمبر 2020، أُعلن أن مدينة جدة ستستضيف الدورة الأولى لسباق الجائزة الكبرى في السعودية، وذلك بالتعاون مع الاتحاد السعودي للسيارات والدراجات النارية.

## الفرق المشاركة في جائزة السعودية للفورمولا 1
- ريد بُل
- مرسيدس
- ماكلارين
- فيراري
- أستون مارتن
- ألفا تاوري
- ألبين
- ألفا روميو
- ويليامز
- هاس[5]

## روابط خارجية
- جائزة السعودية الكبرى الفورمولا 1